# Paysandú FC
Paysandú Fútbol Club – urugwajski klub piłkarski z siedzibą w mieście Paysandú.

## Osiągnięcia
- Awans do I ligi (Primera División Uruguaya): 2004

## Historia
Klub powstał 7 marca 2003 roku jako połączenie 8 lokalnych klubów - Centenario, Estudiantil, Juventud Unida, Barrio Obrero, Deportivo América, Paysandú Wanderers, Independiente oraz Olímpico. Po turnieju Apertura 2005/06 klub spadł do drugiej ligi urugwajskiej.